# Villa Il Rinuccino

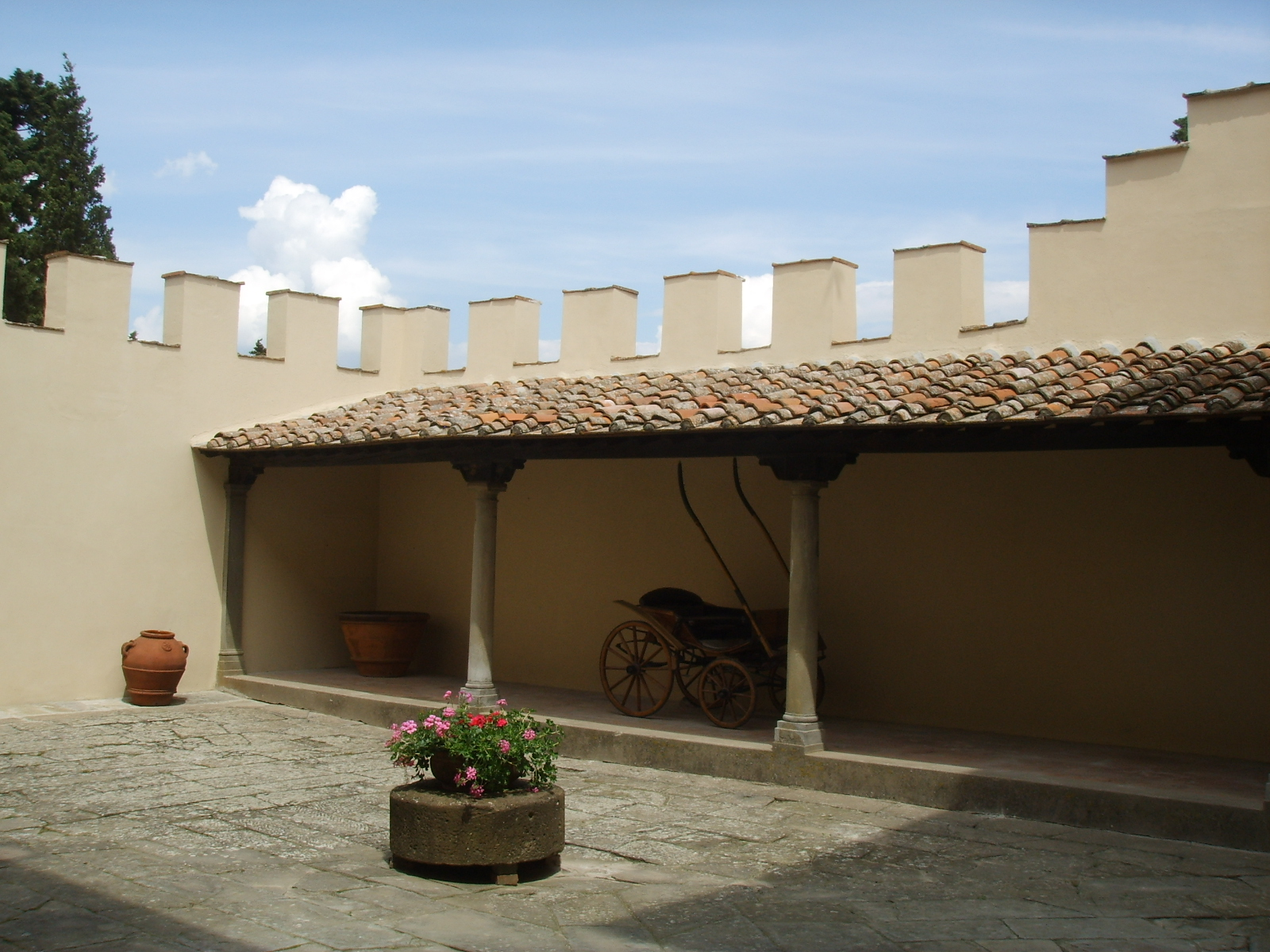
Il cortile

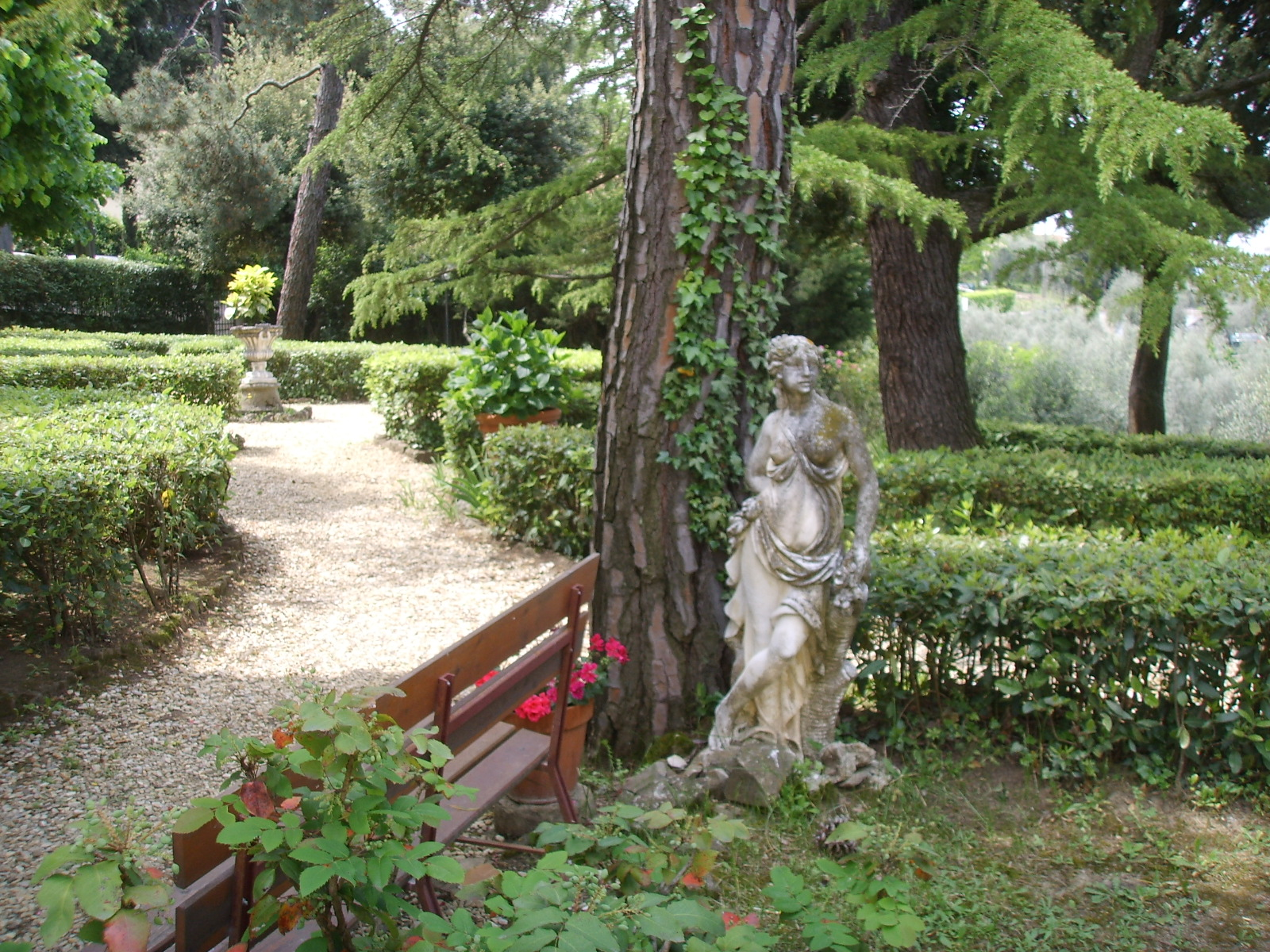
Il giardino all'italiana

Villa Il Rinuccino si trova a Fiesole, in via Ferrucci 43, alle pendici del Monte Muscoli sul versante nord della collina fiesolana con vista sulla campagna circostante. La villa conserva il suo aspetto cinquecentesco, costituendo un esempio di architettura rinascimentale fiorentina.

## Storia
La villa e la zona circostante devono il suo nome alla famiglia Rinuccini di Firenze, che fin dal XIV secolo possedevano case e poderi in questa zona, compresa la primitiva residenza di campagna. 
A quel periodo risale la torre che ha mantenuto inalterato l'aspetto esterno e la struttura. Tra la fine del XV e l'inizio del XVI secolo i Rinuccini ampliarono le loro proprietà nella zona e trasformarono il "palazzetto" di campagna in una villa dotata di giardino recintato da mura, secondo la tradizione rinascimentale. I Rinuccini tennero la proprietà fino al 1840, dopodiché passò ai Fantozzi e ad altre famiglie come i Bruni, i Bordoni, i Calò e i Manaresi, attuali proprietari.

## Descrizione
La villa ha un aspetto cinquecentesco, sullo sfondo panoramico delle pendici del Monte Muscoli. Interessante è il cortile lastricato interno alla costruzione, con una doppia arcata che compone una loggia su colonne in pietra serena sul lato sud e un portico con colonnine che reggono un tetto spiovente sul lato nord, adiacente al muro esterno che presenta sulla sommità una caratteristica merlatura. Qui si trova l'antico pozzo in pietra, ancora funzionante.

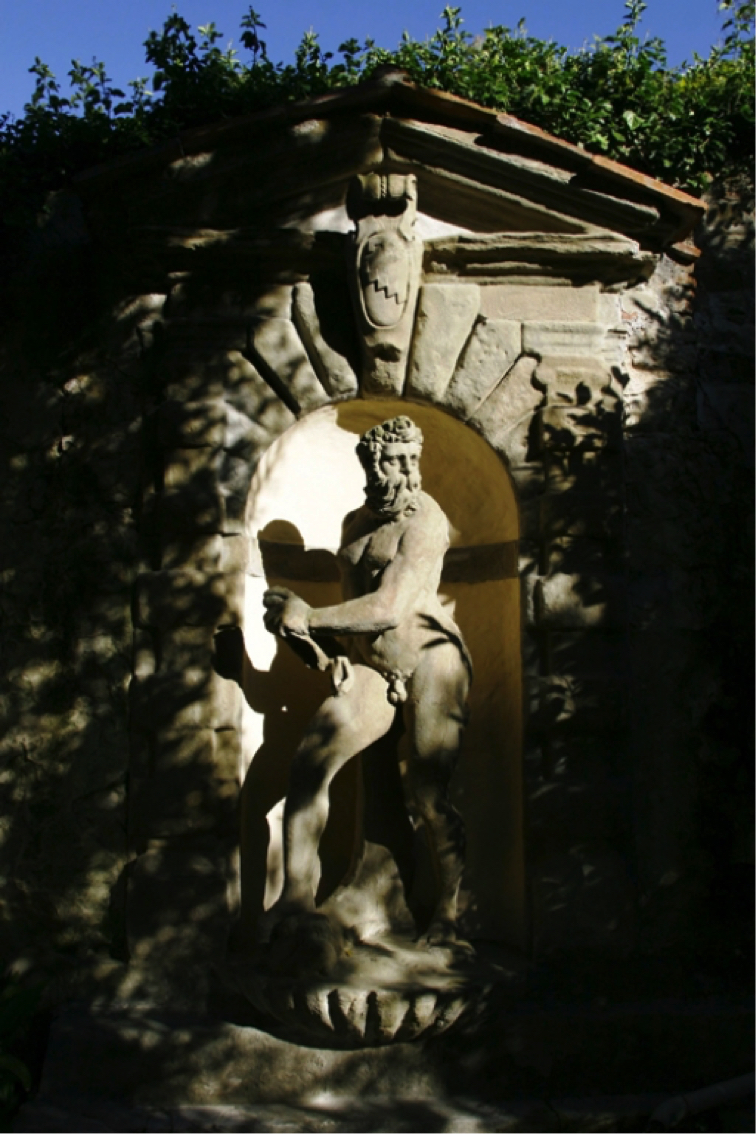
the statue of Oceano and the fountain

I giardini sono organizzati su due zone, separate da un cordolo in muratura. La parte antistante la villa presenta una struttura tipicamente all'italiana, dove l'impianto rinascimentale è stato modificato nell'800 e che presenta cedri del Libano, cipressi e siepi in bosso e alloro, che disegnano aiuole geometriche in cui sono poste essenze fiorite. Qua e là si trovano statue in pietra.
Il giardino murato verso est, invece, presenta un prato longilineo, chiuso a nord da una limonaia e da un loggiato con colonne in pietra. In fondo, in asse col portale laterale della villa, si trova una fontana a muro, con una scultura in arenaria ispirata all'Oceano del Giambologna incorniciata da una nicchia bordata da grosse bugne in pietra, coi giunti orientati a raggiera; sotto il timpano triangolare si trova uno stemma Rinuccini. Da qui si accede anche a una terrazza che guarda alle colline sul versante nord del monte.

## Bibliografia

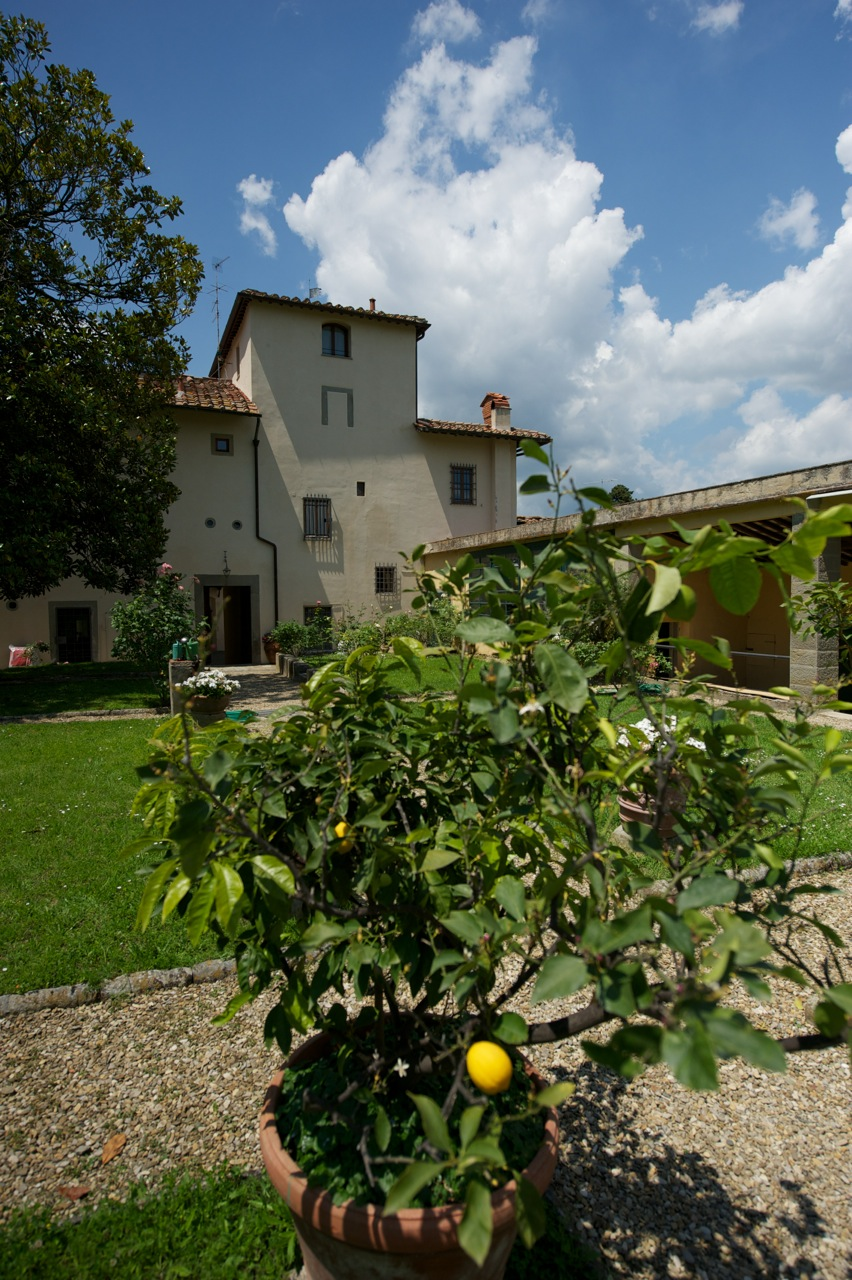
the tower